# Zero Hora

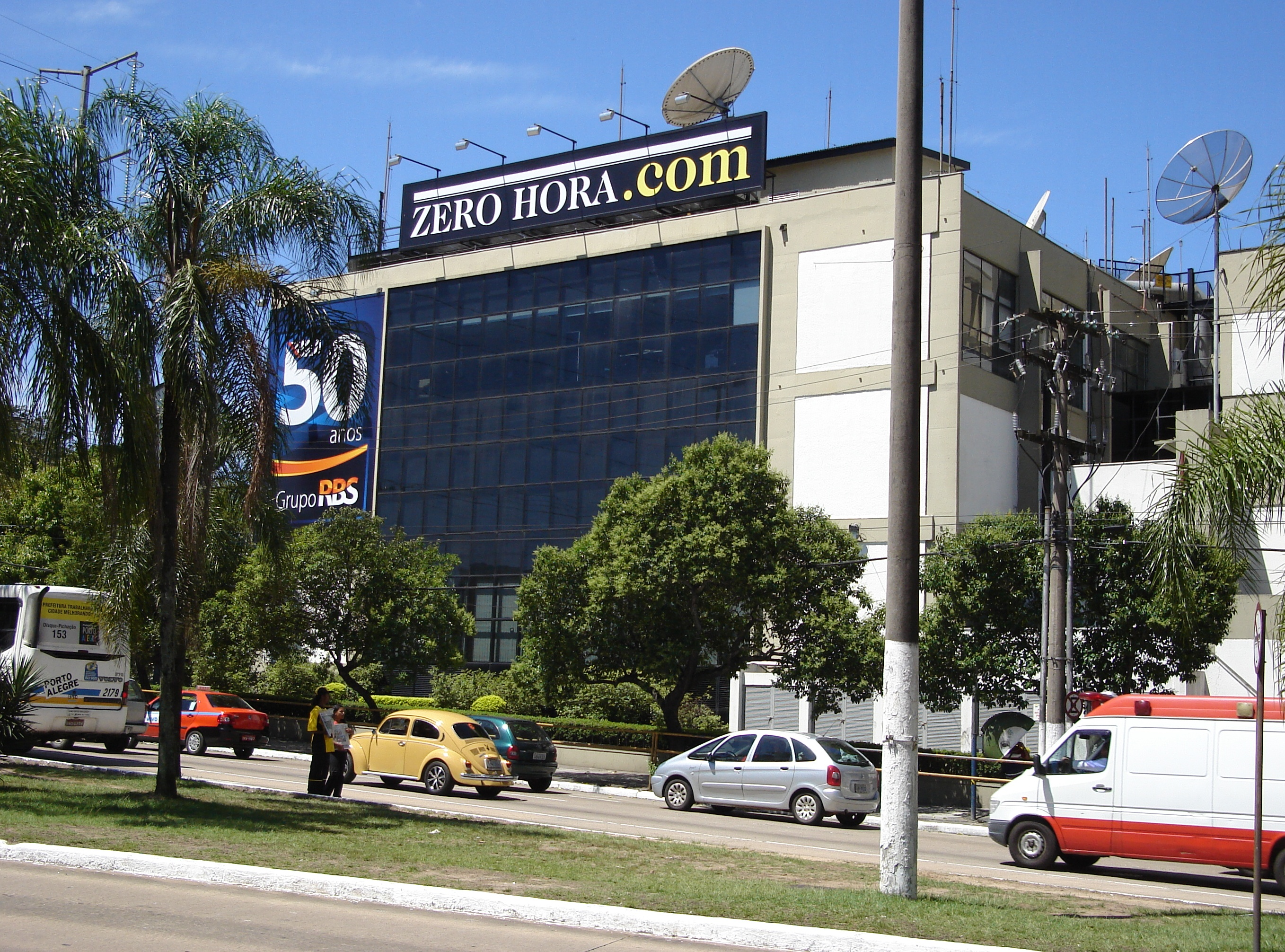
La sede di Zero Hora

Zero Hora è un quotidiano brasiliano fondato a Porto Alegre nel 1964. Diffuso principalmente nello stato del Rio Grande do Sul, è uno dei principali giornali del paese sudamericano.

## Storia
Zero Hora è stato fondato il 4 maggio 1964 dal giornalista Ary de Carvalho.